# Bulevardul banchizelor
Bulevardul banchizelor (1989) (titlu original Boulevard des banquises) este un roman fantastique al scriitorului francez Serge Brussolo.

## Cadrul acțiunii
În mările înghețate ale nordului, dincolo de Islanda, se află o insulă înghețată numită Gondjersthöld, ceea ce s-ar traduce prin "drumul luat frecvent de ghețuri" sau, mai pe scurt, "bulevardul banchizelor". Aici trăiește o populație care a rămas la stadiul secolului al XIX-lea: același gen de îmbrăcăminte, aceleași ritualuri sociale rigide, același tip de locuințe, aceeași atmosferă întâlnită în romanele gotice specifice perioadei. Pe această insulă de află orașul Gottherdäl, o Veneție a Nordului construită pe structura numeroaselor vase care au naufragiat aici în ultimul secol.
Viața socială este punctată de numeroase convenții, printre care se numără excluderea femeilor din evenimentele importante sau duelul între bărbații care consideră că le-a fost rănit orgoliul. Este o societate opulentă în care femeile își rănesc trupul purtând cilicii pe sub lenjeria de corp, iar primarul organizează baluri mascate la care toți participanții poartă același gen de mască roșie, cu chip de vulpoi. Periodic, locuitorii participă la ritualuri masochiste de penitență, primite cu mare bucurie și mândrie.

## Intriga
Sarah este o scriitoare fără succes, chinuită de angoasele copilăriei și de un complex de culpabilitate pentru moartea părinților ei într-un accident maritim. Editorul ei o însărcinează cu scrierea ghidului turistic al orașului Gottherdäl.
Pe insula pierdută printre ghețurile nordului, Sarah întâlnește alți doi turiști: Judith van Schuler și Barney Wandsworth. Aceștia îi prezintă scriitoarei strania societate a orașului, dar și misterele care stau ascunse în istoria acestuia. Astfel, Sarah află că dezvoltarea actuală a orașului are la bază sabotarea vaselor la sfârșitul secolului al XIX-lea și începutul secolului al XX-lea, care erau atrase să naufragieze pe stâncile insulei. Naufragiații erau apoi uciși, marfa folosită pentru a îmbogăți orașul, iar resturile vasului eșuat contribuia la arhitectura orașului.
Mânați de remușcări, urmașii primilor locuitori ai insulei participă la o serie de ritualuri masochiste, încercând să plătească pentru păcatele înaintașilor lor. Actualul primar, strănepot al celui care a condus primele masacre, conduce locuitorii pe acest drum al penitenței, așteptând o lovitură care să scuture din temelii acea societate decadentă.
Iar așteptarea lui este încununată de succes: un aisberg gigantic se îndreaptă spre insulă, amenințând să distrugă orașul. Este același aisberg de care s-a izbit avionul la bordul căruia se aflase Barney, accident în urma căruia el a rămas unicul supraviețuitor. Omul de știință american consideră că este de datoria sa să distrugă bucata de gheață, dar toate tentativele sale dau greș. Un colț al aisbergului pătrunde pe canalul principal al orașului, producând inundații și prăbușirea clădirilor.
Acest spectacol apocaliptic este completat de incendiul general stârnit de Judith, dornică să răzbune naufragiul provocat vasului la bordul căruia se aflase bunicul său și a cărui etravă o descoperă pe una dintre clădirile orașului. Căldura începe să topească aisbergul, fenomen care le permite să iasă la lumină ființelor congelate în inima sa: vikingi, mamuți și înșiși părinții lui Sarah. Aceștia o oferă pe fiica lor morților într-o încercare de a răscumpăra păcatele Gottherdäl-ului, dar femeia reușește să se salveze la bordul unei bărci și este recuperată de un vas care patrula în largul coastelor europene.

## Lista personajelor
- Sarah - scriitoare fără succes, rămasă orfană în urma unui accident naval; este trimisă să scrie un ghid turistic despre Gottherdäl
- Georges Sarella - editorul lui Sarah
- Judith van Schuler - turistă al cărei bunic a murit în timupl unui naufragiu de care par a fi vinovați locuitorii din Gottherdäl
- Barney Wandsworth - om de știință american, scăpat cu viață în urma ciocnirii avionului său cu un aisberg; se refugiază în Gottherdäl
- Thorn Gravdsen - primarul orașului Gottherdäl

## Opinii critice
Psychovision descrie opera ca fiind "un roman fantastic plin de un sentiment atroce de pierdere, de claustrare, de culpabilitate și de fascinație morbidă". Livresque Sentinelle este de părere că el "rămâne înainte de toate un roman ambiental, în care accentul este pus pe atmosferă, nu pe intrigă", în timp ce Livrophile remarcă "stilul poetic", mai puțin caracteristic operei lui Brussolo.